# 輕小說社
《輕小說社》是由MF文庫J（Media Factory）出版的輕小說，作者是平坂讀，插圖畫師是陽太。全三集，台灣中文版由東立出版社代理。

## 登場人物

### 一年級
物部文香
受美咲的影响和借书的缘故，新加入的轻小说社成员之一，身材娇小。
有些天然呆，说话时会不注意场合和气氛，但本人并无恶意和自觉。和历关系很好。
因为初次买轻小说时受到竹田的帮助和发现竹田友善的一面，对竹田抱着一定的好感。
藤倉曆
文香的同學。體型雖然和文香差不多，但髮型是短髮。
個性沉默寡言而且面無表情，但一開口卻意外地毒辣。不管是在班上還是社團活動都和文香有緣，所以變得很要好。
事實上她是在國中時以筆名『富士河月詠』出道的現任女高中生輕小說作家，但作品的賣象似乎是「還可以」的程度；經常能看到煩惱身為一位作家，實力不足的描述。此外，她對週遭的人隱瞞自己是位輕小說作家的秘密。
吉村士郎
运动系少年，任何运动领域都很擅长，但并不是因为个人兴趣而是受运动漫画影响，更换过多个运动社团。
成绩同样很好，新生里成绩第一，作为学生代表发言。现在同时加入了轻小说社和足球社。
暗地里喜欢轻小说社社长浅羽美咲，是他加入轻小说社的根本原因。
对鬼故事以及恐怖的话题没辙。

### 二年級
竹田龍之介
淺羽美咲
櫻野綾
堂島潤

## 作品
- 輕小說社1　

ISBN 978-4-8401-2429-4（日版）ISBN 978-986-10-4290-9（台版）
- 輕小說社2　

ISBN 978-4-8401-2637-3（日版）ISBN 978-986-10-4291-6（台版）
- 輕小說社3　

ISBN 978-4-8401-2806-3（日版）ISBN 978-986-10-5703-3（台版）

## 外部連結
MF文庫J （页面存档备份，存于）